# Pleasant Prairie (Wisconsin)
Pleasant Prairie est une ville du comté de Kenosha dans le Wisconsin. La localité comptait 16 136 habitants en 2000.
Ce village au bord du Lac Michigan connaît une croissance importante de par son emplacement entre Chicago et Milwaukee. En 2004, il n'y avait pas de trottoirs.
La série télévisée That '70s Show est souvent tournée dans ce village. Les personnages nomment cette ville le « Point Place (Wisconsin) ». De plus, il y a beaucoup de références à cette région.

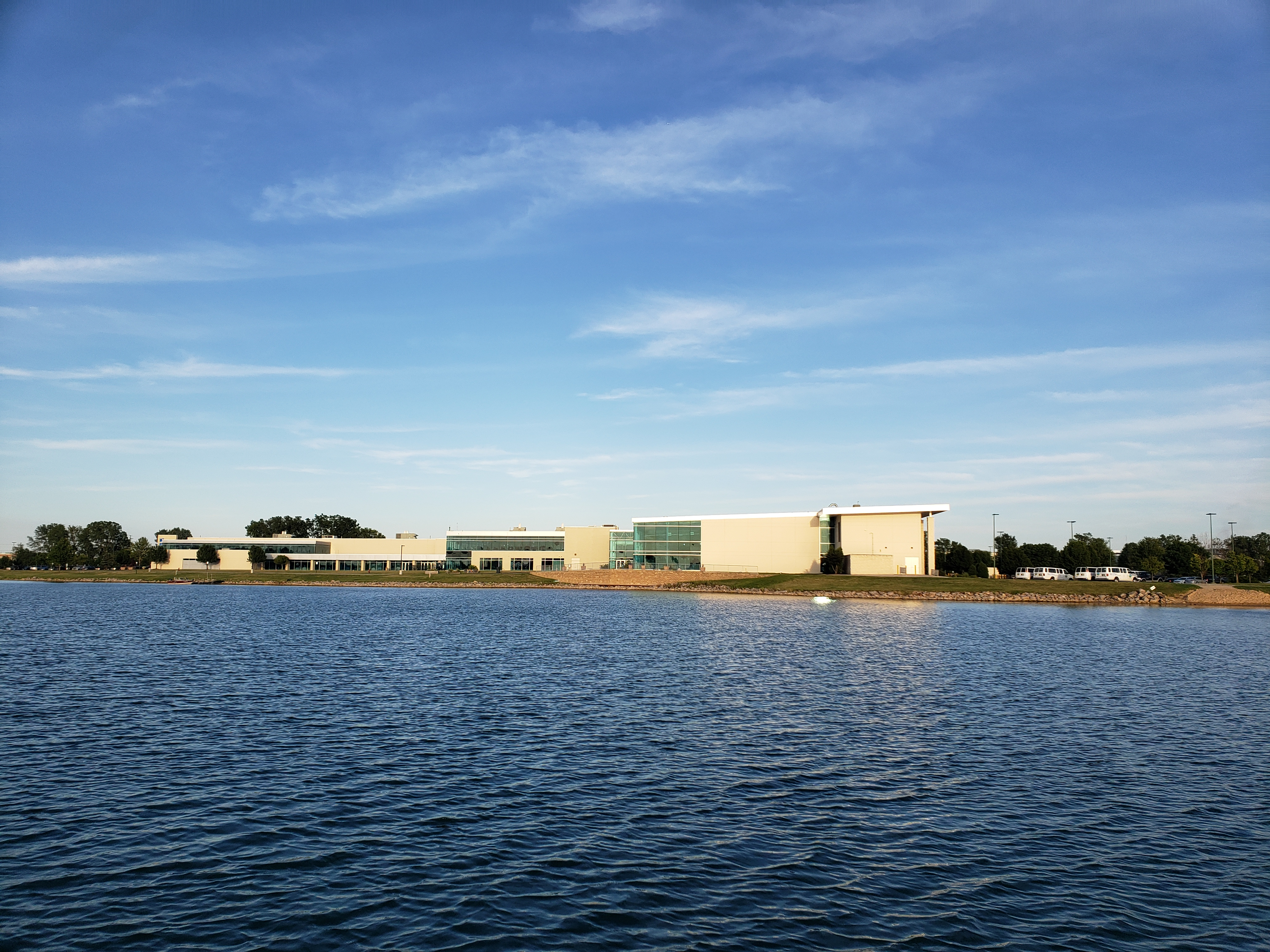
Le RecPlex de Pleasant Prairie sur le lac Andrea

## Géographie
D'après le United States Census Bureau, le village a une surface totale de 87,0 km² (33,6 mi²). Dont 86,6 km² (33,5 mi²) sont des terres et 0,3 km² (0,1 mi²) sont de l'eau.

## Démographie
D'après le recensement de 2000, il y a 16 136 personnes à Pleasant Prairie, dont 5 819 ménages, et 4 393 familles résident dans la ville.
| Communauté                                         | Pourcentage de la population |
| -------------------------------------------------- | ---------------------------- |
| Blancs                                             | 94,08 %                      |
| Afro-américains                                    | 1,45 %                       |
| Asiatiques                                         | 1,38 %                       |
| Amérindiens                                        | 0,39 %                       |
| insulaires du Pacifique                            | 0,02 %                       |
| autres communautés                                 | 1,03 %                       |
| personnes appartenant à 2 ou plusieurs communautés | 1,64 %                       |
| Hispaniques                                        | 3,37 %                       |

Sur les 5 819 ménages, 37,0 % ont un enfant de moins de 18 ans, 65,0 % sont des couples mariés, 6,7 % n'ont pas de maris présents, et 24,5 % ne sont pas des familles. 19,0 % de ces ménages sont constitués d'une personne dont 7,6 % d'une personne de 65 ans ou plus.
| Tranches d'âge  | Pourcentages de la population |
| --------------- | ----------------------------- |
| moins de 18 ans | 27,2 %                        |
| de 18 à 24 ans  | 6,6 %                         |
| de 25 à 44 ans  | 31,3 %                        |
| de 45 à 64 ans  | 24,2 %                        |
| 65 ans ou plus  | 10,6 %                        |

L'âge moyen de la population est de 37 ans. Pour 100 femmes, il y  98,6 hommes. Pour 100 femmes de 18 ans ou plus, il y a 96,7 hommes.
Le revenu moyen d'un ménage est de 62 856 $, et celui d'une famille de 71 452 $. Les hommes ont un revenu moyen de 50 477 $ contre 30 293 $ pour les femmes. Le revenu moyen par habitant est de 26 087 $. Près de 3,0 % des familles et 3,2 % de la population vivent en dessous du seuil de pauvreté, dont 2,6 % des moins de 18 ans et 5,1 % de plus de 65 ans.

## Référence
- (en) Cet article est partiellement ou en totalité issu de l’article de Wikipédia en anglais intitulé « Pleasant Prairie, Wisconsin » (voir la liste des auteurs).